# لولوخورخوره (فیلم)
لولوخورخوره یا بوگی من (انگلیسی: Boogeyman) فیلمی در ژانر ترسناک و درام به کارگردانی استیون کی است که در سال ۲۰۰۵ منتشر شد. از بازیگران آن می‌توان به بری واتسون، امیلی دشانل، اسکای مک‌کول بارتوزیاک، و لوسی لاولس اشاره کرد.
این فیلم در ایران با نام بوگی من دوبله و پخش شده است .

## خلاصه داستان
فیلم، داستان مردی جوان را روایت می‌کند که خاطراتی از دوران کودکی اش دربارهٔ اتفاقات وحشتناکی که در اتاق خود تجربه کرده است را به یاد می‌آورد. او به خانه بازمی‌گردد تا با ترس‌هایش روبرو شود و…